# Manon Straché

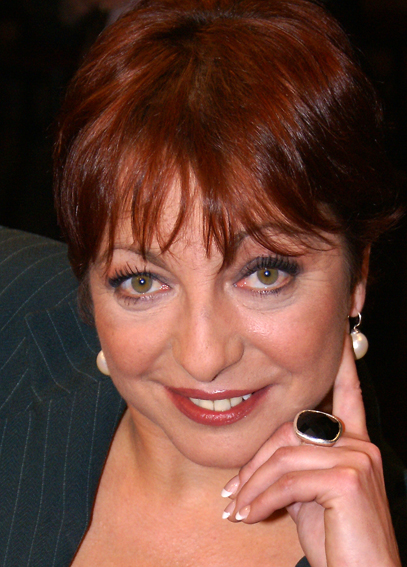
Manon Straché (2006)

Manon Straché (* 27. März 1960 in Magdeburg) ist eine deutsche Schauspielerin.

## Leben und Wirken
Straché wuchs bei ihrer alleinerziehenden Mutter, einer Tänzerin, zunächst in Magdeburg und später in Naunhof bei Leipzig auf. Nach einer Ausbildung an der Staatlichen Ballettschule Berlin absolvierte sie von 1980 bis 1984 eine professionelle Schauspielausbildung an der Theaterhochschule „Hans Otto“ in Leipzig. Ab 1984 spielte sie im Leipziger Kabarett academixer. Kurz nach dem Fall der Berliner Mauer verließ sie im November 1989 die DDR und wohnte daraufhin zunächst in Heidelberg.
Einem Millionenpublikum bekannt wurde Straché vor allem durch ihre Mitwirkung in der Serie Lindenstraße, in der sie von April 1990 (Folge 229) bis April 1995 (Folge 491) als Blumenhändlerin Claudia Rantzow eine der Hauptrollen spielte. Straché spielte die Hauptrolle in der ZDF-Serie Hotel Elfie, in der die Figur der Elfie Gerdes ein eigenes kleines Hotel eröffnet. Die Serie ist ein Ableger von girl friends – Freundschaft mit Herz. Nach dem Kritikerpreis des Bezirks Leipzig 1987 erhielt Straché 1998 den Telestar für ihre Leistung in girl friends. Schauspielerisch tätig wurde sie unter anderem auch in der Fernsehserie Das Traumschiff. Sie wirkte bisher in über 50 Film-und-Fernsehproduktionen mit.
Straché synchronisierte in Der Wunschpunsch die Figur Tante Tyrannja Vamperl. Sie lieh in ihrer Tätigkeit als Synchronsprecherin unter anderem auch Barbara Windsor ihre Stimme.
Straché stand auch auf vielen deutschen Theaterbühnen, so zuletzt 2011/2012 in Berlin und in Hamburg in der Theateradaption der Filmkomödie Kalender Girls.
Seit 1993 ist Straché mit dem Schauspieler Peer Jäger verheiratet und lebt in Berlin.

## Filmografie (Auswahl)
- 1986: Richter in eigener Sache
- 1986: Mönch ärgere dich nicht
- 1990: Verkehrsgericht (Fernsehserie, 1 Folge)
- 1990–1995: Lindenstraße (TV-Serie)
- 1992: Lilli Lottofee (TV-Serie)
- 1995–2007: girl friends – Freundschaft mit Herz (TV-Serie)
- 1996: Stubbe – Von Fall zu Fall (Fernsehserie, 1 Folge)
- 1997: Freunde fürs Leben (Fernsehserie, 1 Folge)
- 1997: Ausgerastet
- 1997: Tatort: Bienzle und der tiefe Sturz
- 1997: Evelyn Hamanns Geschichten aus dem Leben (TV-Serie, 2 Folgen)
- 1998: Adelheid und ihre Mörder (TV-Serie, 1 Folge)
- 2000: Hotel Elfie (TV-Serie, 13 Episoden)
- 2001: Das Traumschiff: Mexiko
- 2001: Der Club der grünen Witwen
- 2003: Ein Fall für zwei (Fernsehserie, 1 Folge)
- 2004: Die Boxerin
- 2004: SOKO Leipzig (Fernsehserie, 1 Folge)
- 2005: Löwenzahn – Die Reise ins Abenteuer
- 2005: Der Bulle von Tölz: Liebesleid
- 2006: Unter den Linden – Das Haus Gravenhorst (Fernsehserie, 10 Folgen)
- 2006: SOKO Köln (Fernsehserie, 1 Folge)
- 2007–2013: In aller Freundschaft (Fernsehserie, 2 Folgen, verschiedene Rollen)
- 2008: Im Gehege
- 2009: Baby frei Haus
- 2009: Wie erziehe ich meine Eltern? (Fernsehserie, 1 Folge)
- 2011: Heiter bis tödlich: Henker & Richter (Fernsehserie, 1 Folge)
- 2012: SOKO Stuttgart (Fernsehserie, 1 Folge)
- 2014: Herzensbrecher – Vater von vier Söhnen (Fernsehserie, 1 Folge)
- 2015: SOKO Wismar (Fernsehserie, 1 Folge)
- 2016: Das Traumschiff: Kuba
- 2017: Krügers Odyssee (Teil 2 der Reihe Krüger)
- 2018: Küss die Hand, Krüger
- 2020: Krauses Umzug
- 2021: Krauses Zukunft
- seit 2022: Ich dich auch! (Fernsehserie, 8 Folgen)
- 2022: Bettys Diagnose (Fernsehserie, 1 Folge)
- 2022: Krauses Weihnacht
- 2024: Ein starkes Team (Fernsehserie, 1 Folge)

## Theater (Auswahl)
- 2018–2019: „Die Wahrheit über Dinner for One“ von Jan-Ferdinand Haas, Komödie am Altstadtmarkt, Braunschweig

## Hörspiele (Auswahl)
- 2009: Michael Ende: Jim Knopf und Lukas, der Lokomotivführer (WDR)
- 2009: Michael Ende: Jim Knopf und die Wilde 13 (WDR)
- 2010: Gerald Kersh: Ouvertüre um Mitternacht (WDR)
- 2014: Michael Ende: Die unendliche Geschichte (WDR)
- 2019: Thilo Reffert: Auslöschung (ARD Radio-Tatort, MDR)
- 2021: Max Urlacher, Angela Lucke: Die Königin von Lankwitz (WDR)[18]
- 2023: Dirk Laucke: Auserwählt (ARD Radio-Tatort, MDR)